# Кирикумяэ (озеро)
Кирикумяэ (эст. Kirikumäe järv) — озеро, расположенное на юго-востоке Эстонии.

## География
Озеро расположено на возвышенности Хаанья, в волости Выру в уезде Вырумаа, Эстония. Озеро названо по имени близлежащей деревни Кирикумяэ.
Площадь озера — 61,4 гектара (614 000 м²). Длина — 1020 метров, ширина — 950 метров. Самая низкая точка — 3,5 метра, средняя глубина — 2,8 метра. Дно озера песчаное или грязевое. Северная часть озера официально зарегистрирована как бассейновая зона. Объём воды — 0,0017 км³. Площадь водосборного бассейна — 6,2 км². Высота над уровнем моря — 183 м.
В озере берёт начало река Педедзе длиной 159 км.